# Кирилов Іван Федорович
Кирилов Іван Федорович (нар. 9 травня 1936, Кадіївка — 4 серпня 2009, Київ) — український графік, заслужений художник УРСР (1982). Чл. НСХУ (1977).

## З життєпису
Закін. Київ. худож. ін-т (1967; викл. І. Селіванов). Відтоді працював на Київ. худож. твор.-вироб. комбінаті (пізніше — монум.-декор. мист-ва) у цеху оформлюв. мист-ва, 1974–90-і рр. — худож. кер. Головний художник «Киевгороформления» (1976-84 рр.). Головний художник Української Фондової біржі (1991). Учасник мист. виставок від 1967.
Виставки:
- 1977 р. Виставка у Чехословаччині — м. Братислава (нині Словаччина).
- 1980 р. Виставка у Польщі — м. Краків.
- 1981 р. Виставка у Німеччині — м. Лейпциг.
- 1994 р. Виставка у Франції — м. Париж.
- 1977-87 рр. Всесоюзні та республіканські виставки.

Його твори:
- «Гніздо лелеки» (1973),
- «Хокеїсти» (1973),
- «Вінки на воді» (1987),
- «Місто біля моря» (1987),
- «Море» (1987),
- "Чайки" (1987),
- «Марія з дитиною» (1987—1988),
- «Тарасове дерево у Седневі» (1987—1988),
- «Пам'яті Т. Шевченка» (1987—1988),
- «Перед бурею» (1993—1994),
- «Пам'ять» (1993—1994),
- «Квіти і діти» (1993—1994),
- «Материнство» (1993—1994),
- «Сторінки історії Української фондової біржі» (1999—2001),
- «Пам'ятки архітектури України» (1999—2001).

Для Олевського краєзнавчого музею (Житомирська обл.) — Тв.: серії графіч. листів — «Спалені села» (1988—1991).

Автор проєктів оформлення міста Києва та Головної колонни демонстрантів до свят 1 травня, 1500-річчя Києва, 60-річчя України.
Автор книги-альбому «Город праздничный».
Автор логотипа «УФБ» (Української Фондової біржі).
Автор логотипа — Державного підприємства «Генеральна дирекція з обслуговування іноземних представництв» (ДП ГДІП).
Керівник Всесоюзної групи художників в мм. Анапа, Дзінтарі, Седнів.